# В'юнки (Житомирський район)
В'юнки́ — село в Україні, у Пулинській селищній територіальній громаді Житомирського району Житомирської області. Чисельність населення становить 200 осіб. У 1923—2017 роках — адміністративний центр колишньої однойменної сільської ради.

## Загальна інформація
Розташоване за 25 км від Пулин та за 17 км від залізничної станції Курне.

## Населення
Відповідно до результатів перепису населення Російської імперії 1897 року, загальна кількість мешканців становила 1 084 особи, з них православних — 215, римокатоликів — 663, юдеїв — 151, чоловіків — 545, жінок — 539.
У 1906 році в поселенні налічувалося 1 134 мешканці, дворів — 110, у 1923 році — 475 жителів, дворів — 90.
На початок 1970-х років село мало 129 дворів із населенням 350 осіб.
Відповідно до результатів перепису населення СРСР, кількість населення станом на 12 січня 1989 року становила 234 особи. Станом на 5 грудня 2001 року, відповідно до перепису населення України, кількість мешканців села становила 221 особу.

## Історія
Засноване в кінці 19 століття. Наприкінці 19 століття — сільце Пулинської волості Житомирського повіту Волинської губернії. Належало до православної парафії у Стрибежі, за 10 верст. Була шкляна гута. Власність Шленкера.
У 1906 році — сільце Пулинської волості (2-го стану) Житомирського повіту Волинської губернії. Відстань до губернського та повітового центру, м. Житомир, становила 38 верст, від волосного центру, містечка Пулини — 20 верст. Найближче поштово-телеграфне відділення — станція Рудня.
У 1923 році включене до складу новоствореної В'юнківської сільської ради, яка 7 березня 1923 року увійшла до складу новоутвореного Пулинського (згодом — Червоноармійський) району Житомирської округи; адміністративний центр ради. Розміщувалося за 20 верст від районного центру міст. Пулини. 1 вересня 1925 року, в складі сільської ради, передане до новоутвореного Довбишського (згодом — Мархлевський) району Житомирської (згодом — Волинська) округи, 17 жовтня 1935 року — до складу приміської смуги Житомирської міської ради Київської області, 14 травня 1939 року — Щорського (згодом — Довбишський) району Житомирської області.
На фронтах Другої світової війни воювали 107 селян, 79 з них нагороджені орденами й медалями, 34 загинули. На їх честь в селі споруджено пам'ятник.
В радянські часи в селі розміщувалася центральна садиба колгоспу, який обробляв 1 576,1 га угідь, з них 1 131,7 га ріллі. Вирощували зернові культури та льон, розвивали м'ясо-молочне тваринництво. 16 селян відзначені державними нагородами СРСР. У селі були восьмирічна школа, клуб, бібліотека, стаціонарна кіноустановка.
28 листопада 1957 року, в складі сільської ради, включене до Дзержинського району, 20 березня 1959 року — до складу Червоноармійського району, 30 грудня 1962 року — Новоград-Волинського району, 4 січня 1965 року — Житомирського району, 8 грудня 1966 року повернуте до складу відновленого Червоноармійського (згодом — Пулинський) району Житомирської області.
1 серпня 2017 року увійшло до складу новоствореної Мартинівської сільської територіальної громади Пулинського району Житомирської області.
12 червня 2020 року, відповідно до розпорядження Кабінету Міністрів України № 711-р «Про визначення адміністративних центрів та затвердження територій територіальних громад Житомирської області», територію та населені пункти Мартинівської сільської громади включено до складу Пулинської селищної територіальної громади Житомирського району Житомирської області.